# Slanke waterweegbree
De slanke waterweegbree (Alisma lanceolatum) is een vaste plant uit de waterweegbreefamilie (Alismataceae). De soort komt voor in Zuidwest-Azië, Noordwest-Afrika en Europa vooral op klei in de modder of het ondiepe water van sloten, meren en plassen en groeit vanuit een caudex. De slanke waterweegbree wordt gebruikt als sierplant in vijvers. Het aantal chromosomen is 2n = 26.

## Kenmerken
De plant wordt 20-80 (140) cm hoog. De bloemen zijn paarsroze of lila en hebben een doorsnede van 1 cm. Er zijn drie afgeronde kroonblaadjes, die 2-3 keer zo lang zijn als de drie kelkblaadjes en zes meeldraden. De rechtopstaande stijl is even lang of langer als het vruchtbeginsel en onderaan s-vormig gebogen. De stempel is grof papilleus. De bloemen zijn geplaatst in kransen die een rechtopstaande pluim vormen. De slanke waterweegbree bloeit van juni tot september.
De 12–20 cm lange en 4 cm brede bladeren zijn lancetvormig met wigvormige voet en een lange bladsteel.
De plant heeft 2–3 mm lange dopvruchten met een groef of deels met twee groeven op de rug, die tot 20 stuks bij elkaar zitten.

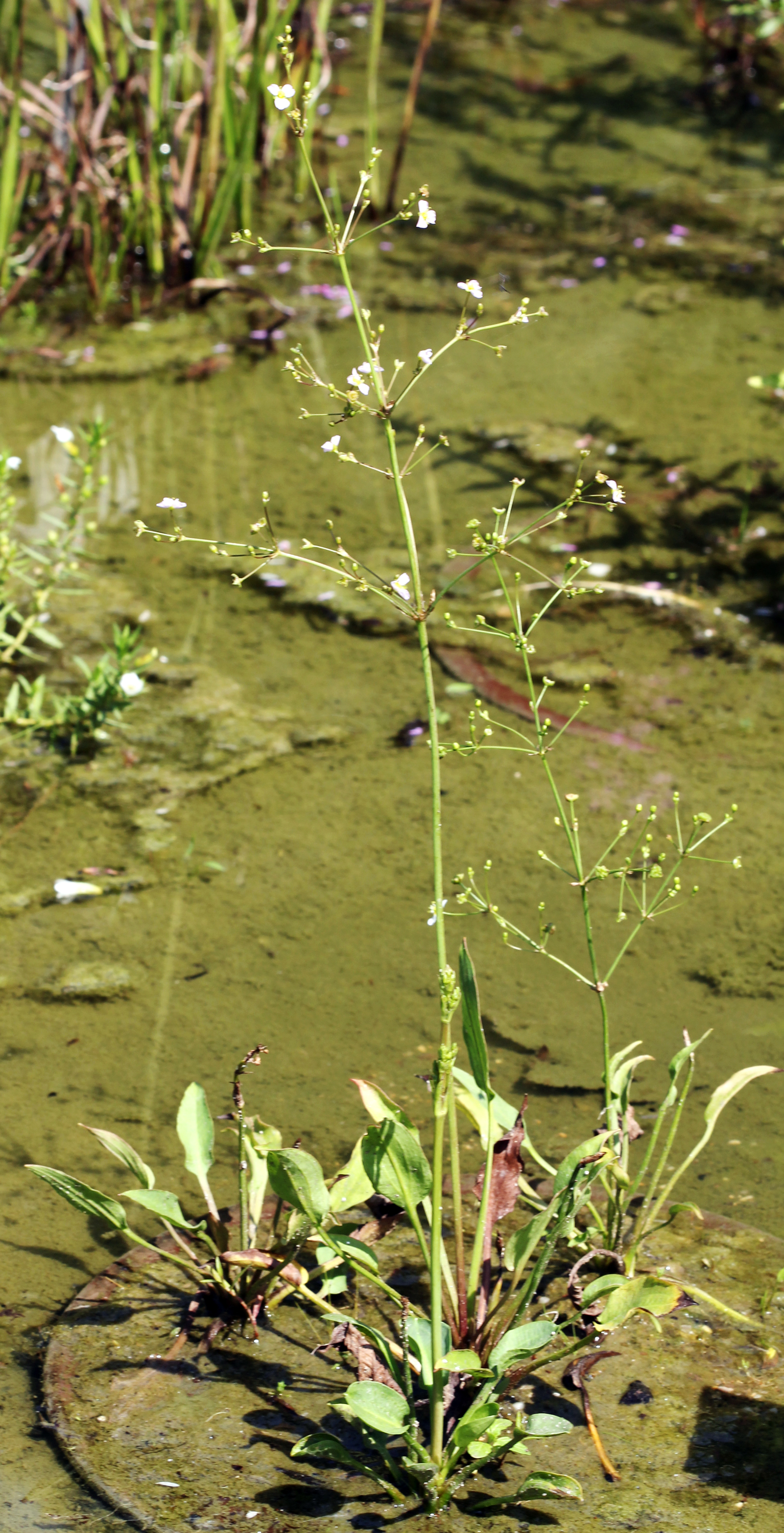
Slanke waterweegbree, Botanical garden UK, Prague
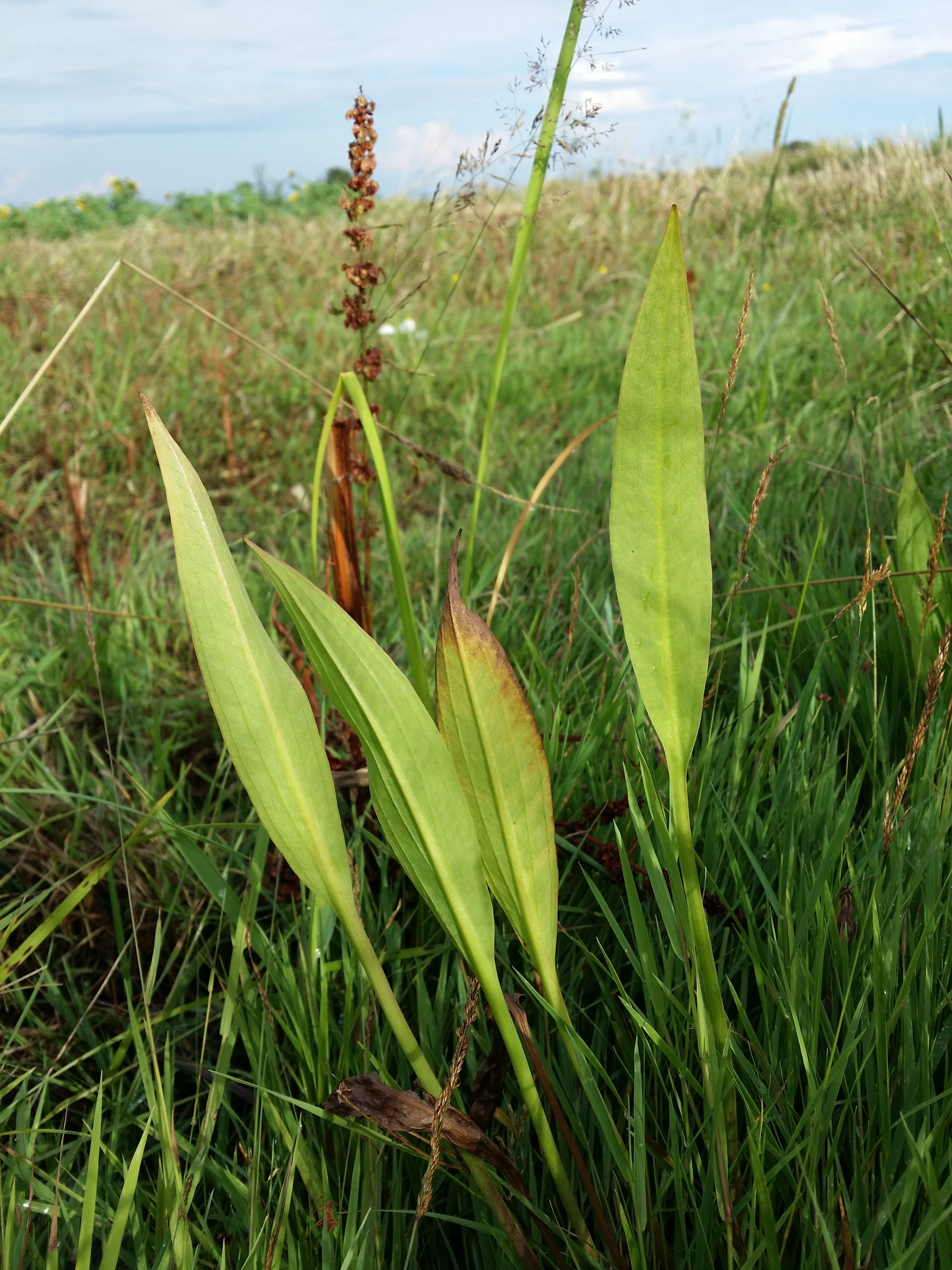
Bladeren
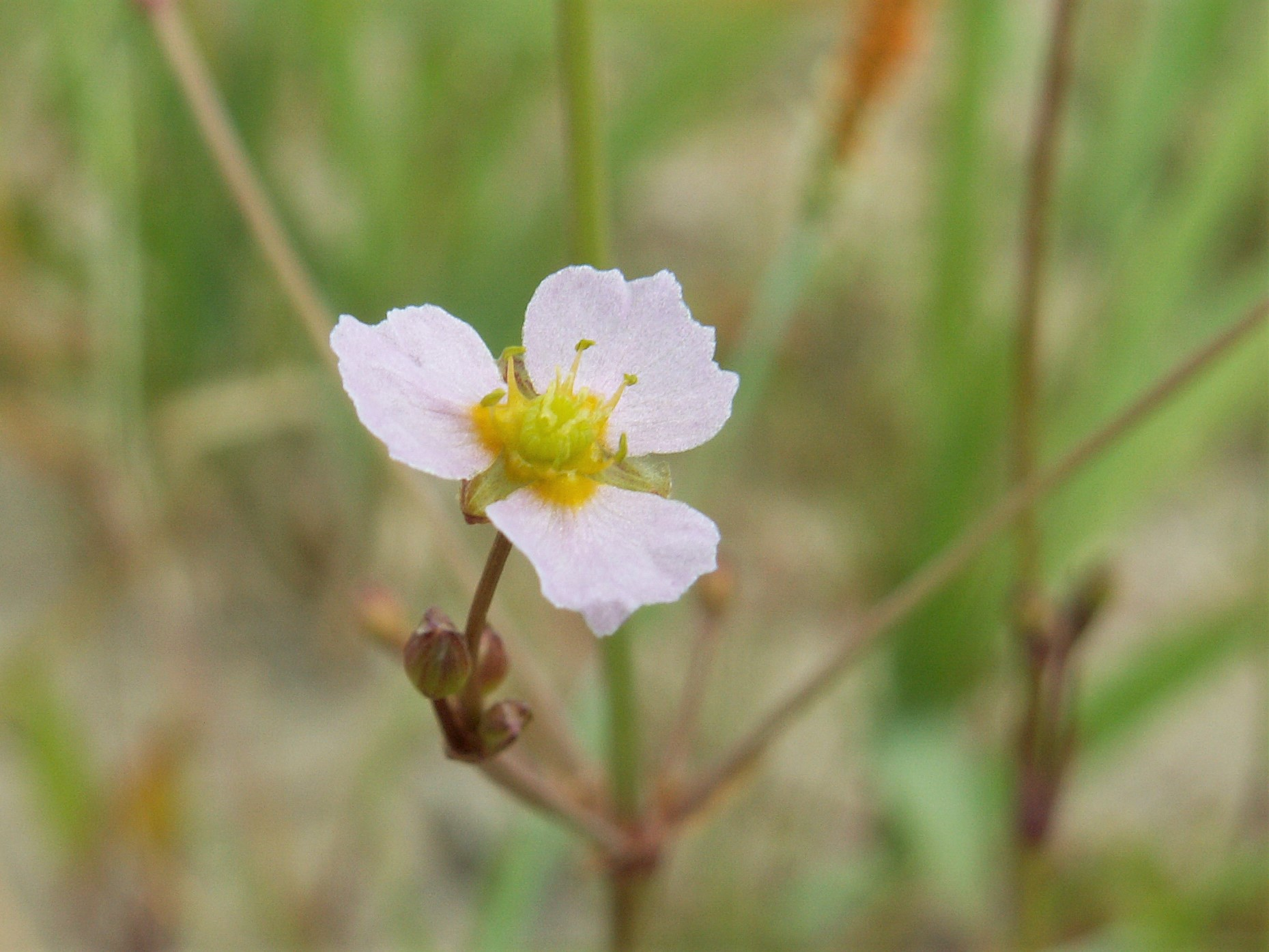
Bloem
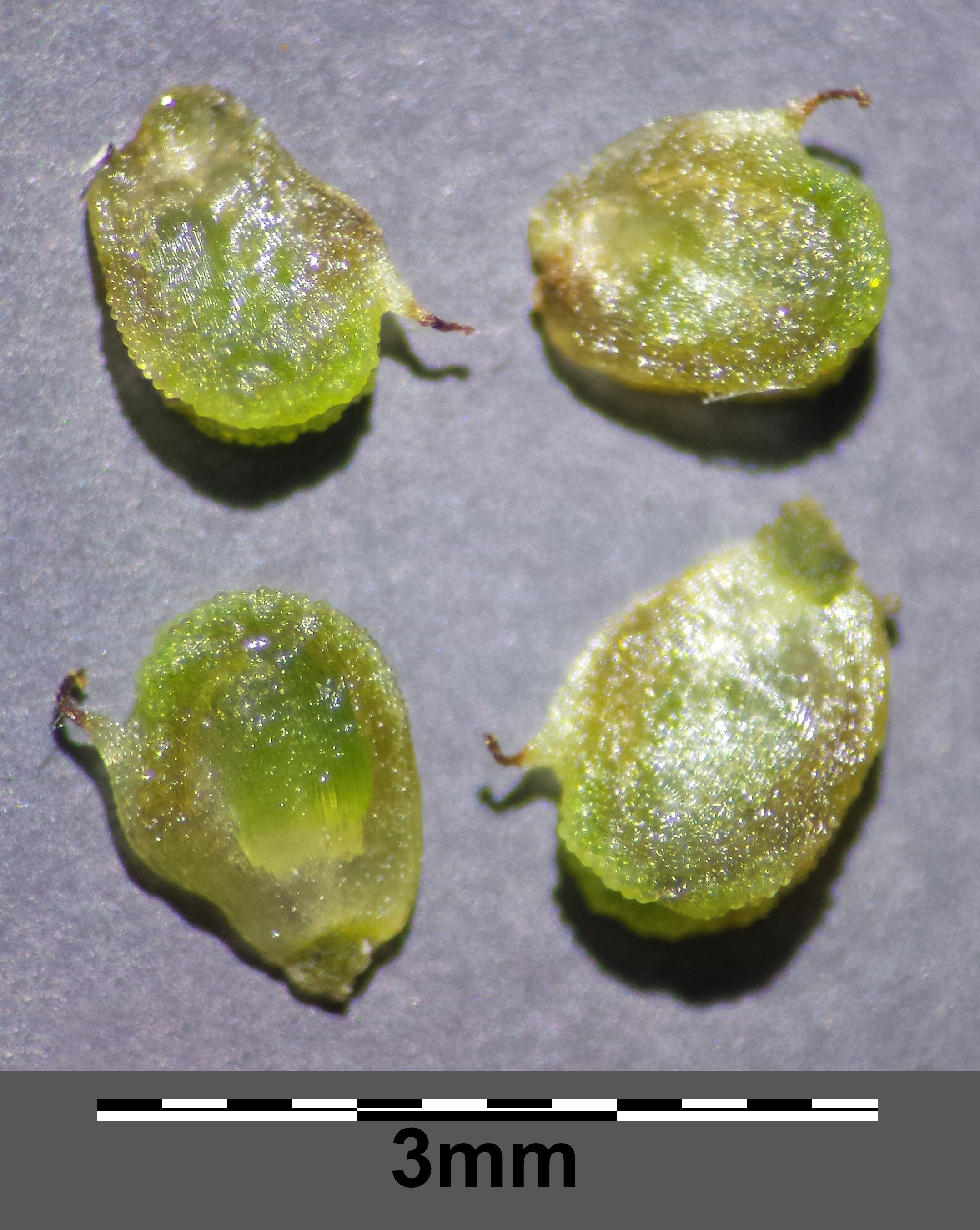
Vruchten